# Ulrique de Hesse-Philippsthal-Barchfeld
Ulrique Éléonore de Hesse-Philippsthal-Barchfeld (Ypres, 27 avril 1732 - Bückeburg, 2 février 1795) est une princesse de Hesse-Philippsthal-Barchfeld par la naissance et comtesse de Hesse-Philippsthal par le mariage.

## La famille
Ulrique Éléonore est le septième enfant de Guillaume de Hesse-Philippsthal-Barchfeld et son épouse, la princesse Charlotte-Wilhelmine d'Anhalt-Bernbourg-Hoym.

## Mariage et descendance
Le 22 juin 1755, à Tournai, Ulrique Éléonore épouse Guillaume de Hesse-Philippsthal. Ensemble, ils ont dix enfants:
1. Caroline de Hesse-Philippsthal (17 mars 1756 - 17 septembre 1756).
2. Charles de Hesse-Philippsthal (6 novembre 1757 - 2 janvier 1793), lieutenant-colonel des Gardes de Hesse-Cassel; marié à la princesse Victoria d'Anhalt-Bernbourg-Schaumbourg-Hoym.
3. Guillaume de Hesse-Philippsthal (25 novembre 1758 - 17 septembre 1760).
4. Frédérique de Hesse-Philippsthal (13 juin 1760 - 27 novembre 1771).
5. Julienne de Hesse-Philippsthal (8 juin 1761 – 9 novembre 1799), qui épousa Philippe II de Schaumbourg-Lippe.
6. Frédéric de Hesse-Philippsthal (4 septembre 1764 - 16 juin 1794), militaire dans les troupes de Hesse-Cassel, de la Russie et des pays-bas, a été tué au combat; sans descendance.
7. Guillaume de Hesse-Philippsthal (10 octobre 1765 - 23 février 1776).
8. Louis de Hesse-Philippsthal (8 octobre 1766 – 15 février 1816), comte de Hesse-Philippsthal entre 1813 et de sa mort; marié morganaticamente avec la comtesse Marie Françoise Berghe de Trips.
9. Charlotte-Wilhelmine de Hesse-Philippsthal (25 août 1767 - 14 septembre 1764).
10. Ernest de Hesse-Philippsthal (8 août 1771 - 25 décembre 1849), comte de Hesse-Philippsthal entre 1816 et de sa mort; marié d'abord, avec la princesse Louise de Schwarzbourg-Rudolstadt; puis avec la princesse Caroline de Hesse-Philippsthal, sa nièce.